# Шевченко-Гамалій Дарія Іванівна
Дарія Іванівна Шевче́нко-Гамалі́й (нар. 13 березня 1870, Полтавщина — пом. ?) — українська і російська радянська артистка.

## Біографія
Народилася 1 (13) березня 1870 року в Полтавські губернії. Творчу діяльність почала 1886 році. Працювала в трупах:
- 1896—1900 роки — М. Кропивницького;
- у 1900 році — О. Суходольського;
- 1904—1905 роки — Д. Гайдамаки, О. Суслова та інших.

В 1920—1930-х роках — в театрах Ленінграда.

## Ролі
Серед ролей:
- Хотина («Сорочинський ярмарок» Старицького);
- Одарка («Запорожець за Дунаєм» С. Гулака-Артемовського);
- Шкандибиха («Лимерівна» Панаса Мирного);
- Палажка («Зайдиголова» Кропивницького);
- Мати («Катерина» Аркаса).